# 5749 Urduja
5749 Urduja è un asteroide della fascia principale. Scoperto nel 1991, presenta un'orbita caratterizzata da un semiasse maggiore pari a 3,0064341 au e da un'eccentricità di 0,0770244, inclinata di 9,60355° rispetto all'eclittica.